# Miroslav Míčko
Miroslav Míčko (26. března 1912, Praha – 1. března 1970, Praha) byl historik umění, estetik, vysokoškolský pedagog, výtvarný kritik, a překladatel.

## Život
Miroslav Míčko absolvoval jeden rok studia na Uměleckoprůmyslové škole v ateliéru Arnošta Hofbauera a potom studoval dějiny literatury (prof. F.X. Šalda, O. Fischer, V. Tille), románskou filologii a estetiku (J. Mukařovský) a dějiny výtvarného umění (V. Birnbaum, A. Matějček) na Filosofické fakultě Univerzity Karlovy. Jeho disertační práce z roku 1936 se zabývala vztahem R. M. Rilkeho k výtvarnému umění.
Od roku 1939 publikoval kritické články v novinách, v časopise Volné směry a v revue Umělecké besedy Život a psal úvody k výstavním katalogům. Byl komisařem čs. expozic na bienále v Benátkách.
V letech 1945–46 absolvoval jednoroční studijní pobyt ve Francii, navštívil ateliéry Matisse a Bonnarda a spřátelil se s Františkem Kupkou.
V 50. letech byl v redakční radě časopisů Výtvarné umění a Výtvarná práce a působil jako pedagog dějin umění na Pedagogické fakultě Univerzity Karlovy v Praze: v letech 1946–1970, 1952 docent, 1958 profesor, 1967–1970 vedoucí katedry. Kromě toho vyučoval dějiny umění a estetiky také na AVU (1963–1965). Byl členem mezinárodního sdružení výtvarných kritiku AICA.

## Dílo
Od počátku roku 1939 se Míčko věnoval podrobně dílu Mikoláše Alše, protože v době nacistické okupace v něm spatřoval ztělesnění češství a morální oporu. Monografie vyšla hned po válce. Později se soustředil na některé otázky Alšovy tvorby a vydal o něm další studie.
V roce 1944 vydal knihu Umění nebo život, která formou rozhovorů fiktivních osob (malíř, básník, diletant, historik, lékař, herečka, nakladatel, novinář) osvětluje podstatu a cesty uměleckého tvoření, jeho smysl a poslání. Kniha se dočkala několika vydání, naposled v roce 2004.
Zabýval se některými vůdčími osobnostmi francouzského umění 19. století (Honoré Daumier, Eugène Delacroix, Gustave Courbet) nebo F. Goyou a své statě shrnul v knize Člověk v umělci (1962).
Míčko je autorem monografií některých českých malířů (Lev Šimák, Ludvík Kuba, Václav Sivko, V. V. Novák , J. Kojan ) a menší monografie Paula Cézanna.
Jeho kniha esejů Testament mistra Wu ve třech částech (Tudy šel člověk, Testament Mistra Wu, In Questo Campo) shrnuje jeho celoživotní zkušenost estetického vnímání a chápání řádu umění.

### Publikace
výběr
- Miroslav Míčko, Výtvarné dědictví Rukopisů, Praha 1940
- Miroslav Míčko, Umění nebo život (Rozhovory a vyznání), Národní práce, 1944, Academia Praha, 2004, ISBN 80-200-1232-X
- Miroslav Míčko, V.V. Štech, Ludvík Kuba malíř, Praha 1946
- Miroslav Míčko, Malíř svého lidu. Čtení o Mikoláši Alšovi, Družstevní práce Praha, 1946, nakl. Mladá fronta, 1959, Odeon 1968
- Miroslav Míčko, V. Blažek, Realističtí malíři, Praha 1949
- Miroslav Míčko, Národní umělec Ludvík Kuba, Praha 1950
- Miroslav Míčko, Člověk v umělci, nakl. ČVU Praha, 1962
- Miroslav Míčko, Expresionismus, Obelisk Praha, 1969
- Miroslav Míčko, Testament mistra Wu, Odeon Praha, 1971
- Miroslav Míčko, Paul Cézanne, Odeon Praha, 1970, 1975, 1981